# Nkambé
Nkambé est une commune (Nkambe Council) du Cameroun située dans la région du Nord-Ouest et chef-lieu du département du Donga-Mantung. C'est aussi le siège d'une chefferie traditionnelle de 2e degré.

## Histoire
Les Wimbum sont probablement arrivés dans cette région entre les années 1700 et le milieu des années 1800. Dans les années 1800, la région de Nkambe a connu un certain commerce d'ivoire d'éléphant, mais la région était contournée par les principales routes commerciales longue distance au nord par Fonfuka et à l'est par Ntem. Le manque de pouvoir économique et l'absence de direction unifiée la rendait quelque peu vulnérable aux attaques extérieures, et la région a plus souffert des raids d'esclaves que des royaumes plus grands et centralisés comme Nso et Bamoun.
L'administration coloniale allemande des Grassfields a commencé vers 1901. Les bergers peuls ont commencé à arriver dans la région vers 1910. Les Britanniques ont pris le relais en 1916 et, en 1922, ont rétabli une partie du droit autochtone dans le cadre de leur politique de l'indirect rule. En 1949, Nkambe-town devient le chef d'une des trois unités administratives de la province de Bamenda, avec Bamenda et Wum. Le rôle administratif de Nkambe-town s'est poursuivi depuis la fin de la tutelle britannique en 1961.

## Population
Lors du recensement de 2005, la commune comptait 63 032 habitants, dont 17 191 pour Nkambé Ville.
Le limbum est parlé dans le commune de Nkambé.

## Structure administrative de la commune
Outre la ville de Nkambé proprement dite, la commune comprend les villages suivants  :
- Bih
- Binjeng
- Binka
- Binshua
- Bongom
- Chup
- Konchep
- Kungi
- Kup
- Mbaa
- Mbot
- Njap
- Nwangri
- Saah
- Tabenken
- Wat

## Galerie

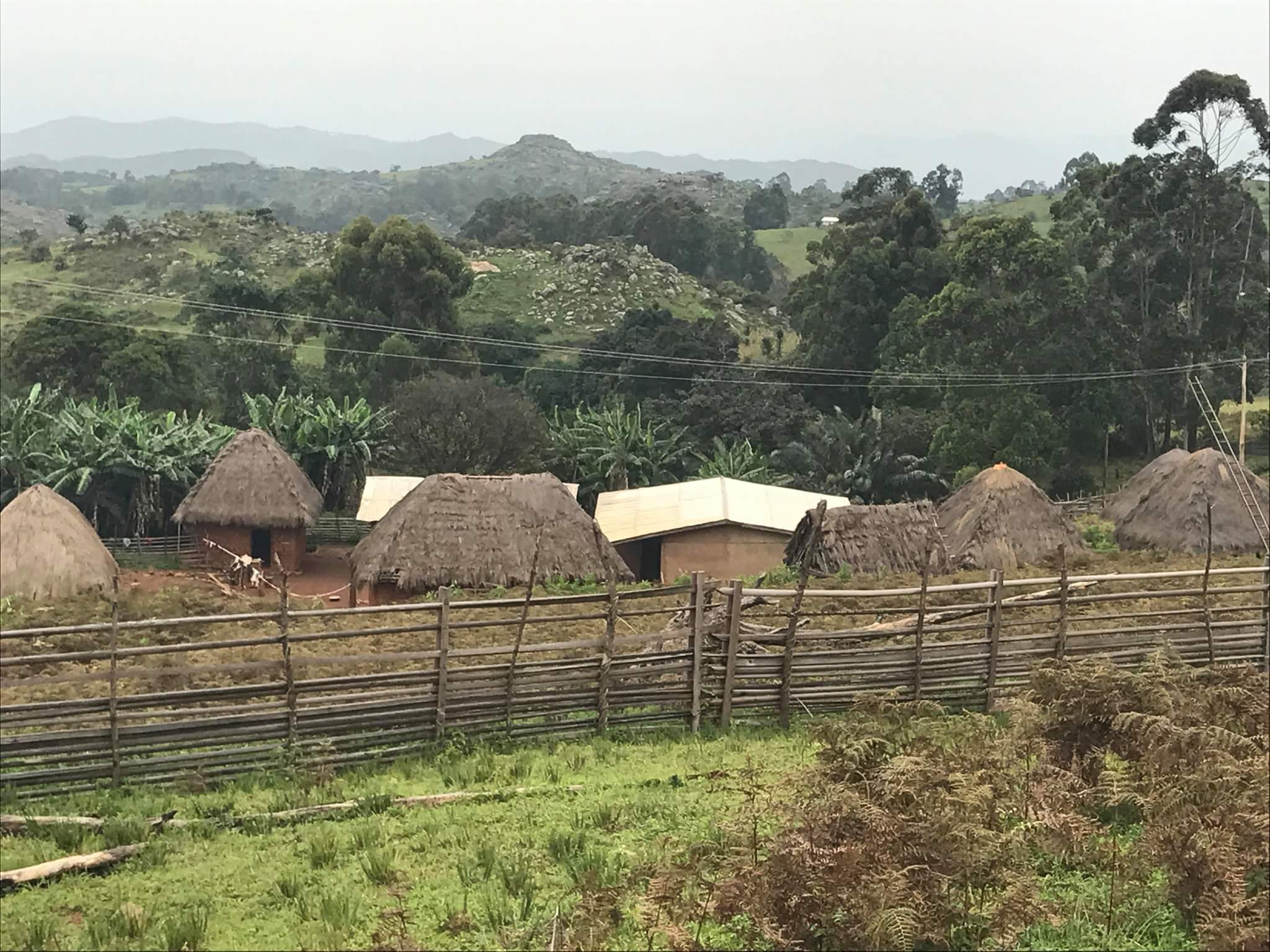
Frontière, village Njap
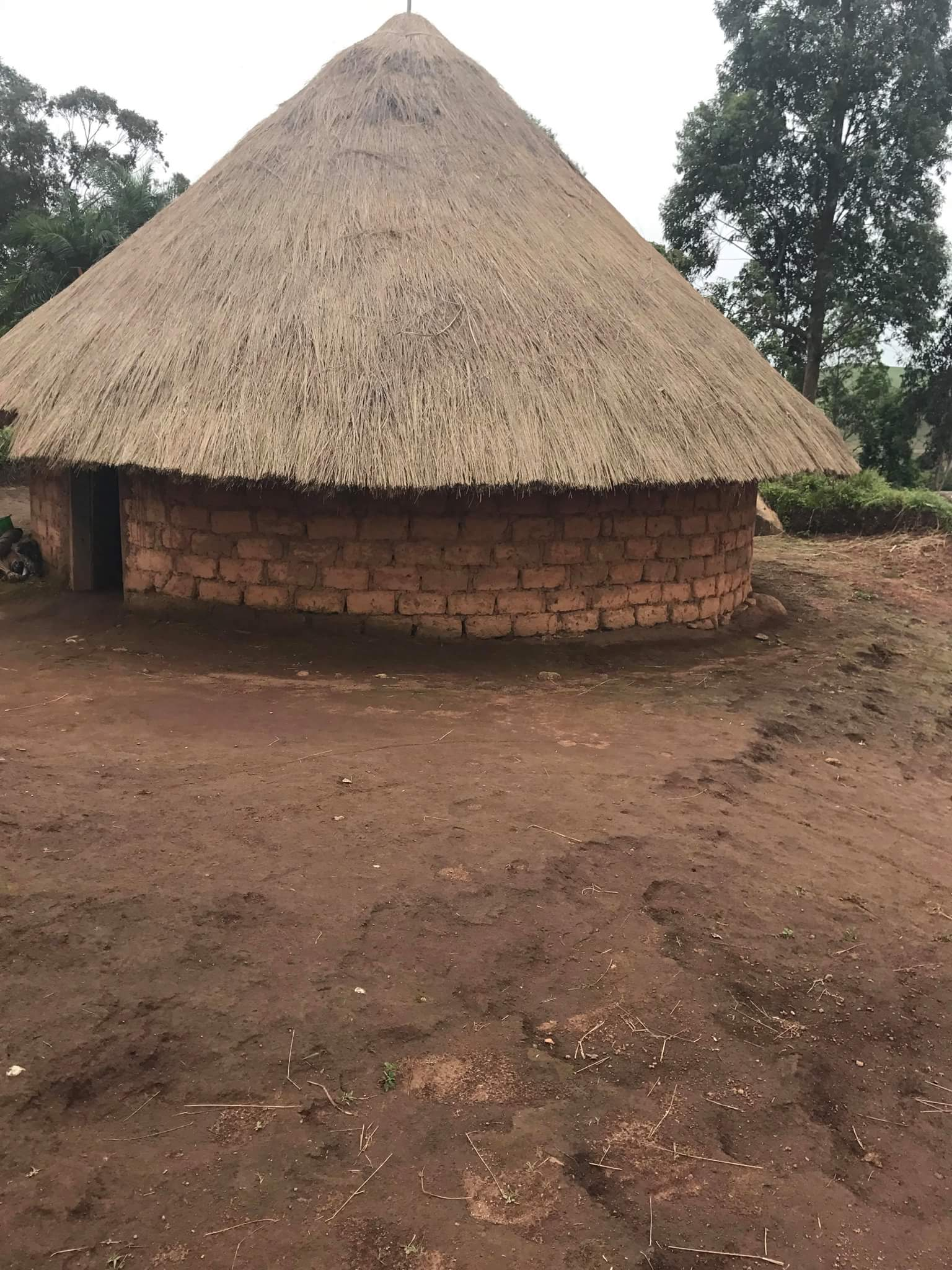
Maison traditionnel au village Njap
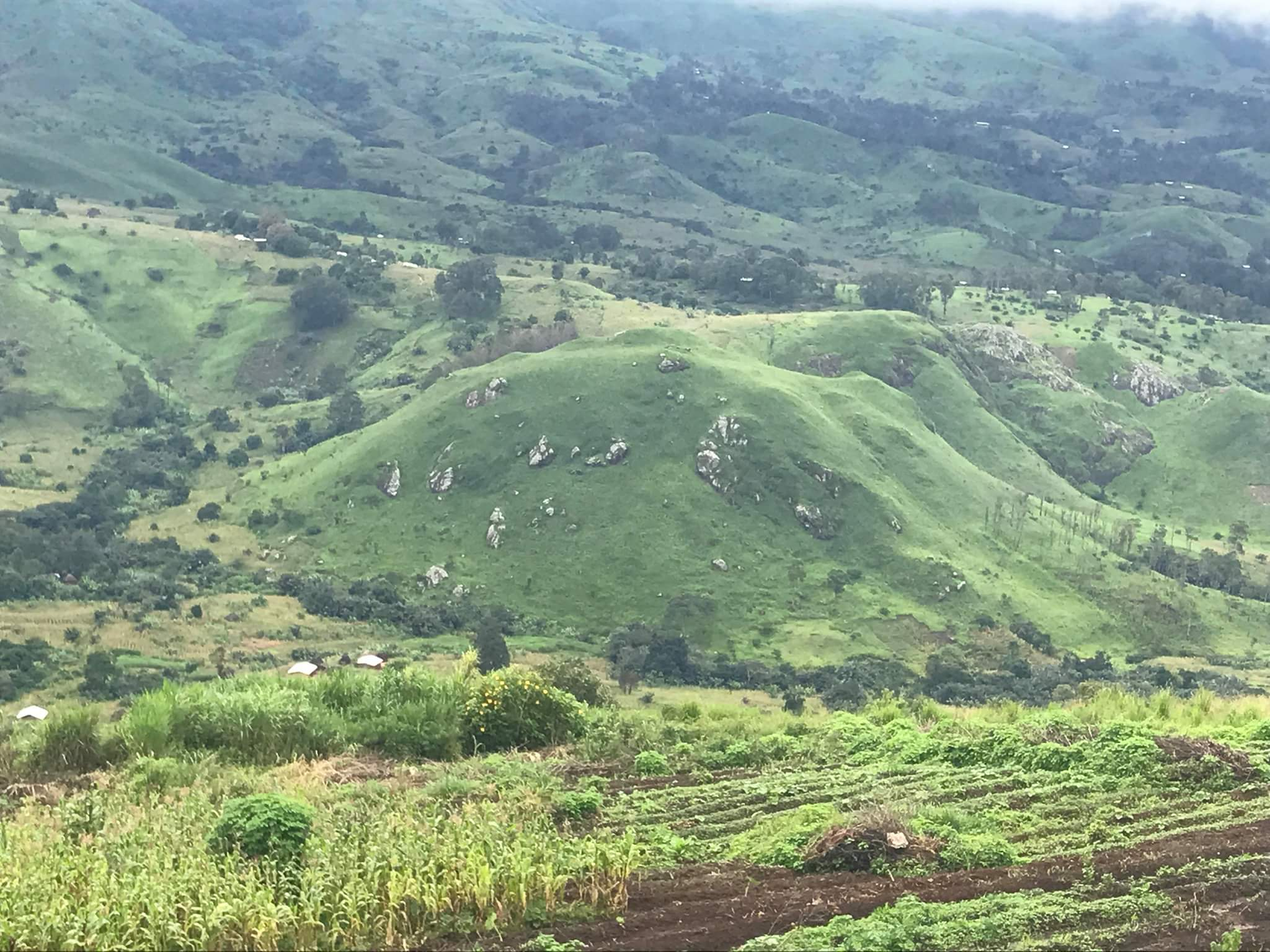
Vue des collines et des terres agricoles à Njap
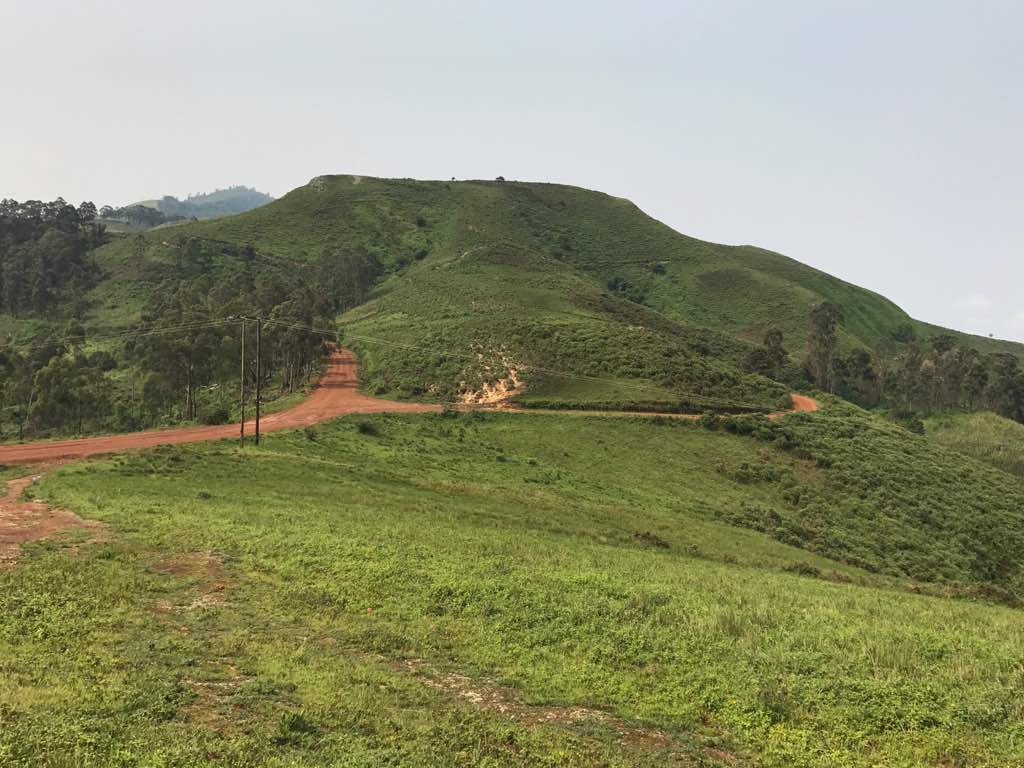
Route vers le village Bih
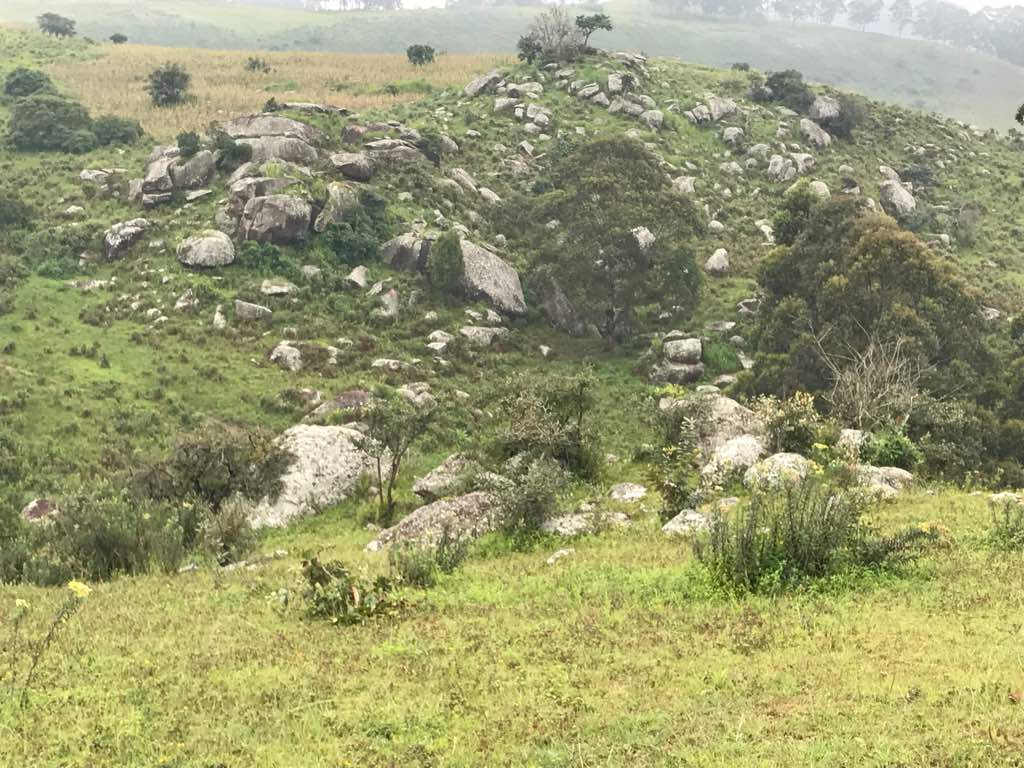
Rochers au village Bih
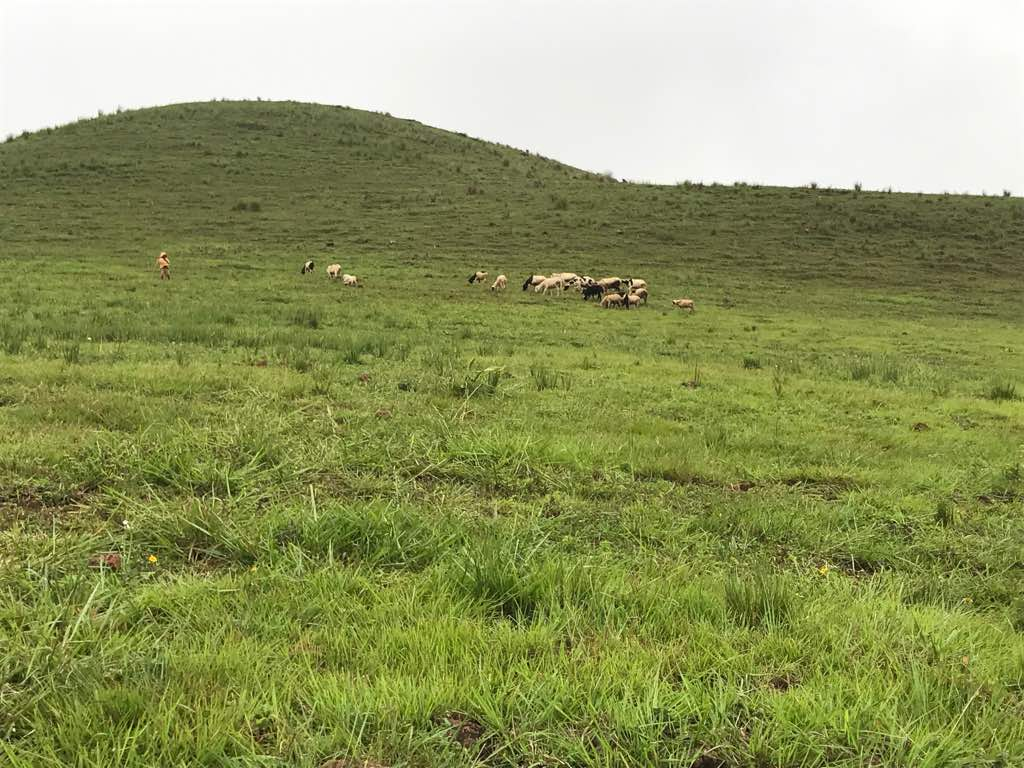
Pâturage du bétail, Bih